# Bento do Amaral Coutinho
Bento do Amaral Coutinho (Rio de Janeiro, 1683 — 23 de setembro de 1711), ficou conhecido por ter batalhado contra os invasores franceses em 1710 e 1711, tendo perecido, passou a ser considerado um herói. É constantemente confundido com um parente, e por esse motivo lhes é atribuído erroneamente a autoria do Capão da Traição. 

## Biografia

### Primeiros anos
Os primeiros anos de Bento são desconhecidos, se supõe que tenha sido professor, e ainda que tenha sido, não é possível afirmar qual a disciplina ou matéria que lecionava. O que dele se sabe ocorreu entre 1710 e 1711, esse curtíssimo período o fez entrar na história devido ao seu ato heroico.

### Invasão de Duclerc
Uma questão diplomática alteraria a relação entre Portugal e a França. Assinado em 27 de dezembro de 1703 em Lisboa, o Tratado de Methuen consistia, basicamente em que a Inglaterra se comprometia a adquirir os vinhos de Portugal, pagando estes dois terços dos direitos impostos aos vinhos franceses. Em contrapartida, os portugueses se comprometiam a adquirir os panos ingleses. Acrescido a esse fato, que desagradava aos franceses, os portugueses tomaram partido na guerra de sucessão da Espanha, contra as pretensões da França. Em represália, os franceses organizaram, então, uma forte esquadra, composta de cinco navios grandes e uma balandra, em número superior a mil homens, com o intuito de invadir o Rio de Janeiro, então porto de saída da enorme riqueza que vinha das minas de ouro, em pleno esplendor.
Dias antes do corsário francês Jean-François Duclerc desembarcar em terras brasileiras, quatro escravos foragidos de uma fazenda de Bento, situada na Ilha Grande, esbarraram na esquadra estrangeira, e logo se renderam aos franceses, e para demonstrar fidelidade informaram que a cerca de vinte quilômetros de distância do Rio de Janeiro, havia um local seguro para desembarcar as tropas (Guaratiba).
Em 18 de março de 1710, a tropa de Duclerc entrou na cidade do Rio de Janeiro vinda pela Tijuca (havia desembarcado com 1.000 soldados em Guaratiba no dia 11). O Governador da Capitania do Rio de Janeiro, Francisco de Castro Morais esperava o inimigo com 2.000 soldados (da tropa regular, milicianos e voluntários) vir pelo Campo do Rosário (que também era conhecido como Campo de São Domingos). A intenção de Duclerc era se apoderar do Forte de São Sebastião.
A tropa de Duclerc ao se aproximar do Forte de São Sebastião, no Morro do Castelo foi recebida com tiros de artilharia, de estudantes do Colégio dos Jesuítas comandados pelo Capitão Bento do Amaral Coutinho. Percebendo o ataque, os franceses fugiram para um grande armazém chamado Trapiche, no qual havia cinco canhões, e durante o percurso, não puderam revidar, pois além de serem atacados pelos estudantes sob o o comando do Capitão Bento, eram também atacados pela população da Vila de São Sebastião de Rio de Janeiro (que naqueles tempos era bem armada e contava com cerca de 12 mil habitantes). De Boiron se arriscou a atacar, no entanto foi fuzilado pelos brasileiros, outros francesae tiveram o mesmo destino. Percebendo que já havia perdido mais de dois terços, Duclerc se rendeu, e aceitou a oferta de se tornar prisioneiro de guerra. A batalha terminou com 650 franceses rendidos (alguns feridos) e 280 mortos; e no lado vencedor (brasileiro): 130 feridos e 70 mortos.
Os escravos foragidos de Bento foram punidos por terem ajudado os inimigos franceses. Um foi enforcado no dia 8 de novembro de 1710, e dois no dia seguinte. Suas cabeças ficaram expostas no Largo da Carioca, e seus corpos esquartejados ficaram espalhados nos caminhos que iam para a Ilha Grande e Guaratiba. Apenas um conseguiu escapar da sentença, por ter descoberto de antemão, tendo se refugiado num dos navios franceses.

### Invasão de Duguay-Trouin
Meses depois, o corsário francês René Duguay-Trouin veio para o Rio de Janeiro com duas motivações: se vingar pela morte do conterrâneo (vale mencionar que alguns tripulantes de Duclerc conseguiram fugir), e para saquear a cidade, ocasionando um novo conflito bélico.
Em 17 de setembro de 1711, o Capitão Bento, e 150 soldados (que eram pagos por ele) desalojaram um destacamento francês que estava numa casa situada na encosta do Morro do Livramento. Apesar de ter sido vitorioso, Bento recebeu ordens do Governador da Capitania do Rio de Janeiro, Francisco Morais para abandonar o posto conquistado (casa), pois o governante supôs que os inimigos voltariam em maior número muito em breve. Bento recomendou a demolição da casa, mas o Governador Francisco Morais não permitiu e ordenou que se recolhesse.
Durante a noite do dia seguinte (18 de março), os franceses reconquistaram a casa perdida (posto), e por esse motivo as tropas do Capitão Bento junto com as do Capitão Manuel Gomes Barbosa, atacaram os invasores francos. Os capitães estavam lidando bem com o conflito travado, quando então receberam ordens do Governador Francisco Morais, para abandonar a batalha que terminou: com dois mortos e sete feridos nas tropas brasileiras; e com 30 mortos e feridos das tropas francesas que estavam sob o comando do oficial De Liesta, que na retirada foi reforçado pelas companhias dos capitães De Droalin e d'Auberville. O oficial Pontlo-Coetlongon.
No dia 21 de setembro de 1711, o Governador Francisco Morais aterrorizado fugiu para o Rio Iguassú junto com as tropas, ocasionado a saída dos moradores, e consequentemente o esvaziamento da Vila de São Sebastião do Rio de Janeiro. Bento, Gaspar da Costa de Ataíde, Antônio de Carvalho e Domingos Henriques percebendo que a cidade ficou desamparada, optaram por permanecer para a defender dos inimigos com mais alguns poucos militares. Ao perceberem que estavam sem pólvora e balas, o Mestre de Campo João de Paiva foi para o Irajá, o Mestre de Campo Francisco Xavier foi para Maxambomba e o Mestre de Campo Martim Corrêa foi para o Iguassú se juntar as tropas do Governador Francisco Morais. E por esse motivo, Bento recebeu a comissão de mestre de campo do General Gaspar Costa de Ataíde, no Engenho Novo.
Uma das primeiras medidas de Bento (já Mestre de Campo) foi fazer um levantamento da situação. Logo descobriu que na Fortaleza de Santa Cruz ainda permaneciam combatentes brasileiros, e que a Fortaleza de São João estava desocupada, porém cheia de munição.
Em 23 de setembro de 1711, o Mestre de Campo Bento do Amaral Coutinho voltava de um reconhecimento da Fortaleza de São João, e quando já estava perto da Lagoa do Sentinela, encontrou três companhias de granadeiros franceses com 100 soldados cada, e passou as atacar, conseguindo derrotar uma, no entanto, os inimigos remanescentes foram logo acudidos pelas companhias dos capitães Brugnon e Cheridan. E por esse motivo, os brasileiros foram destroçados. Bento morreu pelejando com apenas 20 soldados, pois os demais já haviam morrido no combate. O cadáver dele foi encontrado no dia seguinte. Vale mencionar que todas as vezes em que Bento solicitou reforço militar do Governador Francisco Morais, este lhes negou para preservar o número de soldados.

### Homenagens e investigação
Sua morte foi estimada e festejada ruidosamente pelos inimigos franceses com iluminárias e outras demonstrações públicas, após ter perdido a vida com as armas no punho batalhando contra a armada de Duguay-Trouin. Bento passou a ser considerado herói por ter guerreado até perecer. Em 28 de novembro de 1711, a Câmara Municipal do Rio de Janeiro enviou um ofício para o Rei D. João V de Portugal relatando minuciosamente os feitos de Bento. Em 7 de abril de 1713, o Rei D. João V de Portugal, agraciou os membros da família de Bento com mercês e honras por causa da sua morte.
Bento também foi elogiado pelos franceses por sua bravura em campo: como o oficial da esquadra de Duguay-Trouin, Louis de Chancel de Langrage que o considerou como o mais valente e destemeroso combatente por ter lutado mesmo tendo sido desamparado, e que o valioso cavalo do já falecido Mestre de Campo Bento, se tornou propriedade (um troféu de guerra) de Duguay-Trouin. O próprio Duguay-Trouin reconheceu que ele (Bento) era muito estimado, e que se os franceses não tivessem se precavido em mandar duas companhias de granadeiros atrás, Bento teria massacrado os francos.
Posteriormente, foi instaurado um inquérito a mando de D. João V de Portugal para averiguar os culpados pelos eventos de tal invasão francesa. Francisco de Castro Morais, foi preso depois que Antônio de Albuquerque Coelho de Carvalho foi empossado Governador da Capitania do Rio de Janeiro. Quando Francisco foi questionado em 07 de novembro de 1714 na prisão da Fortaleza de Santa Cruz, Morais relatou que não o ajudou (Bento) por ter pensado que era um traidor (por causa de um boato), comentou que chegou a prender e a interrogar soldados da companhia de Bento, e que percebeu que a informação inicial (boato) não havia passado de uma impressão pessoal, que começou com os escravos foragidos do Mestre de Campo Bento.

### O Capão da Traição e a confusão de identidades
É atribuído erroneamente a Bento do Amaral Coutinho a autoria do Capão da Traição, sangrento episódio da Guerra dos Emboabas, executado por Bento do Amaral da Silva (com quem é constantemente confundido na história). Os historiadores baseiam tal teoria em informações de documentos históricos do século XVII, confrontadas com a árvore genealógica da família:
- Uma carta de 22 de maio de 1687 do Ouvidor-Geral Thomé de Almeida e Oliveira para o Rei D. João V de Portugal, menciona os nomes de Bento do Amaral (da Silva), do Dr. Cláudio Gurgel do Amaral e Francisco do Amaral (Gurgel), como uns dos responsáveis pela morte de Pedro de Souza Correia (que ás vezes assinava como Pedro de Souza Pereira). Em tal carta é mencionada a idade dos acusados, que contavam na ocasião com as seguintes idades: 33 (Cláudio), 40 (Bento) e 18 (Francisco). Os três se envolveram em outros episódios polêmicos em outros momentos. Bento do Amaral Coutinho possuía apenas 5 anos na ocasião da acusação;[9]
- Bento Coutinho pereceu jovem no combate com franceses;[9][14]
- A famosa carta de 1706 do Guarda-Mór da Capitania de São Vicente, Garcia Rodrigues Paes para o Rei D. João V de Portugal, narra a má fama dos irmãos do Frei Antônio de Santa Clara do Amaral (que foi deportado para Portugal por mau procedimento): Bento do Amaral (da Silva) e Francisco do Amaral (Gurgel) nas Capitanias do Rio de Janeiro, de São Paulo e das Minas Gerais. Rodrigues Paes alegava em seu relato, que os dois irmãos enriqueceram explorando o ouro, e que não pagavam o quinto real.[13][15] Bento havia ido para o Rio de Janeiro com índios e negros armados para se vingar de Inácio Gago Câmara, tendo o matado e destruído o seu engenho. O crime permaneceu sem punição, devido ao regresso de Bento para as Minas Gerais.[13]
- Assim que o Rei D. João V de Portugal tomou conhecimento sobre a Guerra dos Emboabas, pediu a expulsão de Bento do Amaral da Silva do cargo de Ouvidor-Interino de São Paulo.[13]
- Romeiro se baseou numa cópia de carta transcrita por Bartolomeu de Serqueira Cordovil, provedor da Fazenda Real do Rio de Janeiro entre 1716 e 1731. Outros documentos coloniais do mesmo período se referem a Bento do Amaral da Silva, sem o último sobrenome (da Silva). Portanto, o provedor real pode ter confundido Bento do Amaral (Coutinho) com Bento do Amaral (da Silva).[9]

### Genealogia
Bento era filho dos brasileiros Diogo Bravo Coutinho (1629 - 1684) e Brites de Azeredo Coutinho (1655 - ?). Neto paterno do português Bartolomeu Figueira da Silva (1590 - 1682) e da brasileira Úrsula de Arão Amaral (1606 - 1684), e neto materno dos brasileiros Capitão Marcos de Azeredo Coutinho e Paula Rangel. Bisneto (por Bartolomeu) dos portugueses Geraldo Figueira da Silva e Ana Bravo Coutinho. Úrsula era irmã de Domingas de Arão Amaral (1586 - 1654), casada com o corsário francês Toussaint Gurgel (1576 - 1621), e também irmã de Isabel de Arão Amaral (1580 - 1599), casada com Sebastião Lopes (? - 1622). Os genealogistas e historiadores consideram as irmãs Maria, Úrsula e Domingas como filhas do casal português, Antônio Diogo do Amaral (1550 - ?) e Michaela de Jesus Arão.
Bento era irmão de:
- João da Guarda Figueira (1676 - 1722), que se casou em 1698 com Maria Borges (1674 - ?), filha do Capitão Bento Borges de Araújo e Lucrécia Viegas Coutinho;[11][12][16]
- Coronel Francisco do Amaral Coutinho ((1679 - ?), que se casou em 1728 com Catarina Madalena Leonor de Aguiar, filha de Manoel de Carvalho Aguiar e Francisca da Silva Teixeira, filha do Capitão-Mór Gaspar Teixeira de Azeredo e Maria da Silva;[11][12][16]
- Ana do Amaral da Silva (1686 - 1711), casada em 1701 com o Sargento-Mór Gaspar de Brito Soares (viúvo de Maria da Silva), filho de Cosme de Brito e Maria de Abreu;[11][12][16]
- Antônio de Azeredo Coutinho Figueira (1689 - 1720), que se casou em 1719 com Joana Maria de Soberal (1704 - ?), filha de Luiz Barbosa de Sá e Maria Correia da Silva.[11][16]
- Bartolomeu Figueira Coutinho;[16]

Bento era meio-irmão de:
- Joana Coutinho, filha do casamento de Diogo Bravo Coutinho e Maria Arouca. Joana foi casada em 1683 com Anacleto de Oliveira (1658 - ?), filho de Manuel de Oliveira e Maria Medina;[16]